# Georgiyevsk

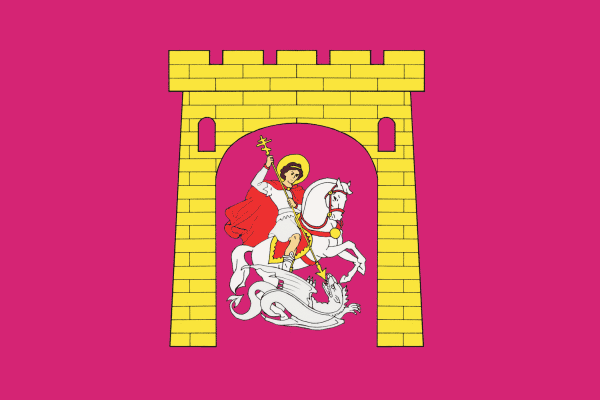
Lá cờ Georgiyevsk

Georgiyevsk (tiếng Nga: Георгиевск) là một thành phố Nga. Thành phố này thuộc chủ thể Stavropol Krai. Thành phố có dân số 70.575 người (theo điều tra dân số năm 2002). Đây là thành phố lớn thứ 220 của Nga theo dân số năm 2002. Dân số qua các thời kỳ:

## Nhân khẩu

### Dân số trong lịch sử
- Điều tra năm 1897: 11.000;
- Điều tra năm 1914: 21.200;
- Điều tra năm 1939: 31.600;
- Điều tra năm 1959: 35.100;
- Ước tính năm 1970: 44.000;
- Điều tra năm 1979: 53.600;
- 62.926 (Điều tra dân số năm 1989);[1]
- 70.575 (Điều tra dân số 2002);[2]
- 72.153 (Điều tra dân số 2010).[3]

## Người nổi tiếng
Những người Nga nổi tiếng đã đến thăm Georgiyevsk bao gồm: Alexander Pushkin, Mikhail Lermontov, Leo Tolstoy, Maxim Gorky và Hoàng đế Alexander II. Các tướng Nikolay Raevsky và Alexey Yermolov từng sống trong thị trấn.